# Ervilha
Pisum sativum, popularmente chamada de ervilha, é uma planta da família das fabaceae com mais de duzentas variedades, cultivada como alimento, seja para consumo das vagens ou dos grãos.

## A planta
Chamada de ervilheira, tem a sua origem na Europa Meridional e Central. Produz ervilhas ricas em vitaminas K1, C, B1, A e B6.

## Tipos
Existem dois tipos de grãos, o liso e o rugoso; o primeiro é menor e mais resistente, amadurecendo mais cedo. O rugoso, no entanto, é mais apreciado por ser de maior tamanho e mais doce. As ervilhas são alimento de fácil digestão, e podem ser conservadas secas ou enlatadas. A planta é uma trepadeira de folhas compostas terminadas em gavinhas.
As ervilhas serviram a Johann Gregor Mendel para as experiências que o levaram à descoberta das leis da herança biológica, hoje conhecidas em todo o mundo como leis de Mendel.

## Galeria

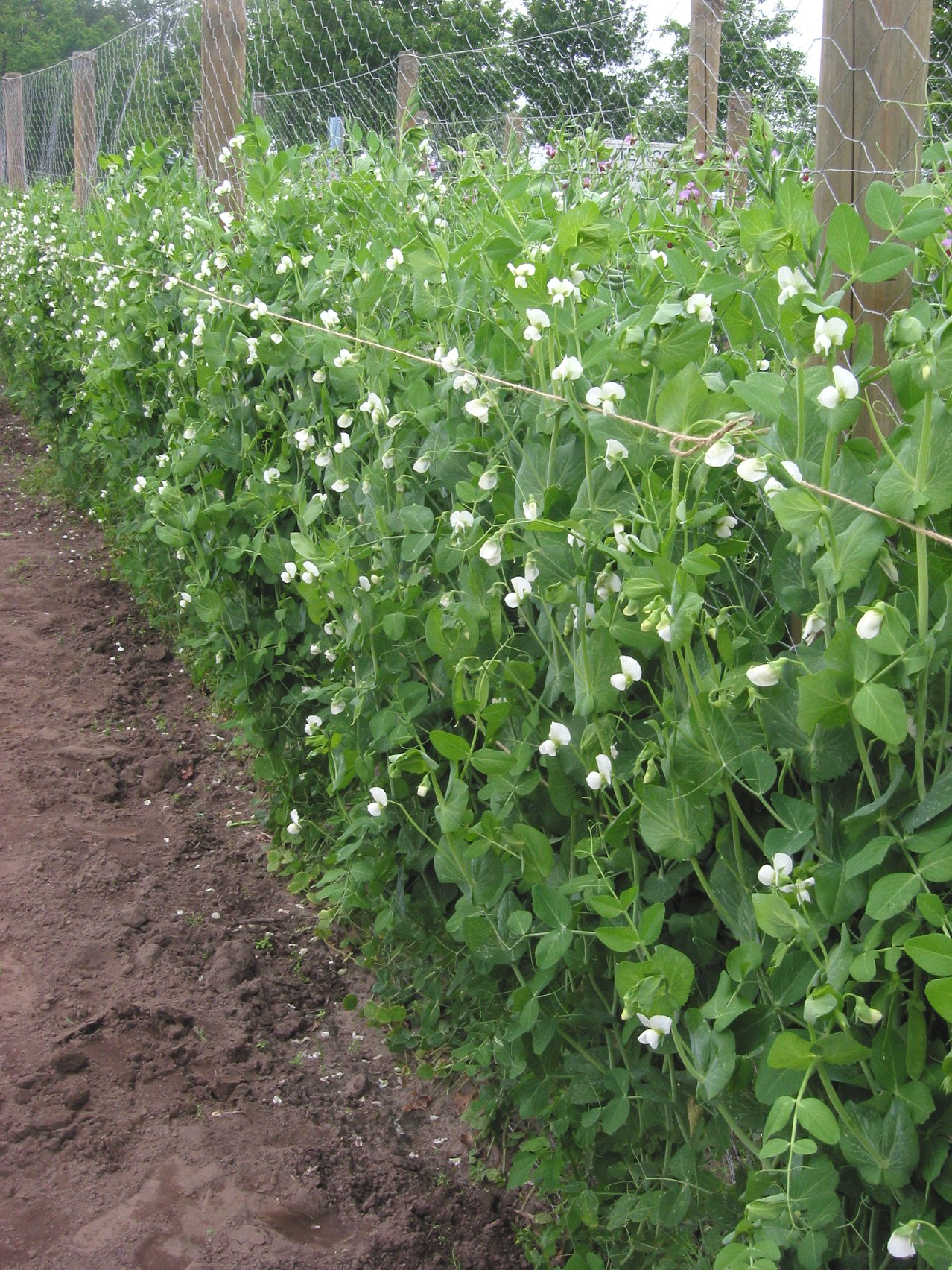
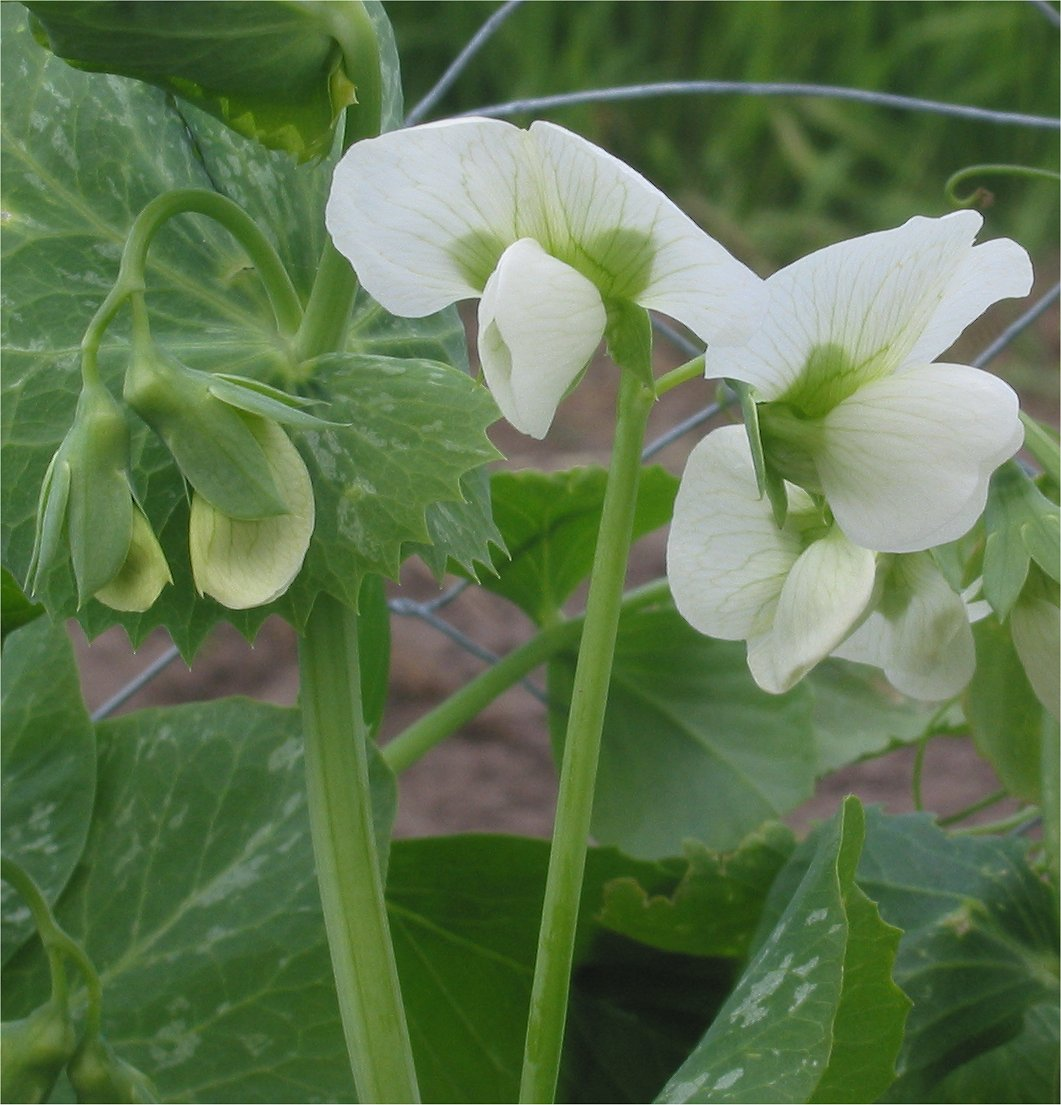
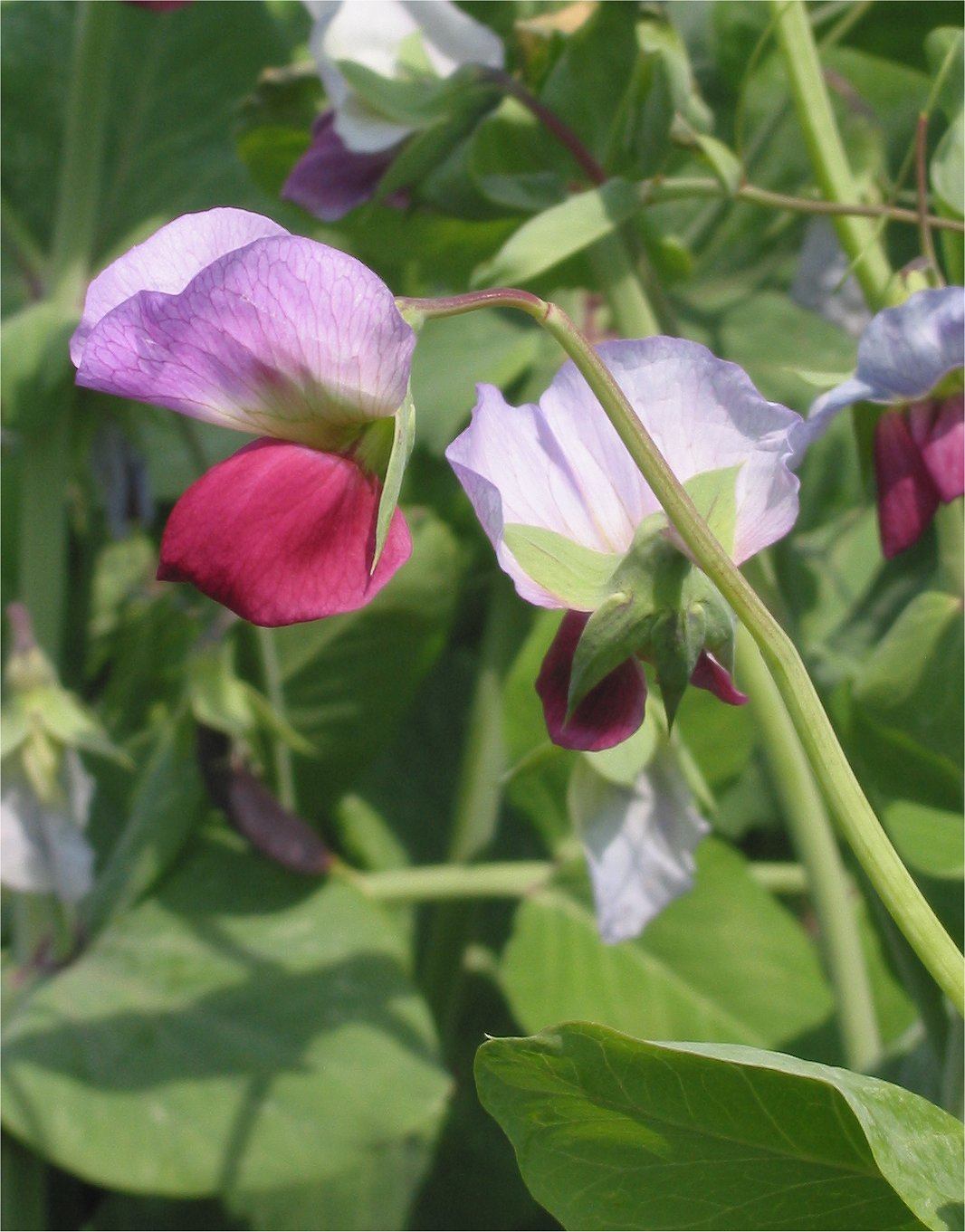
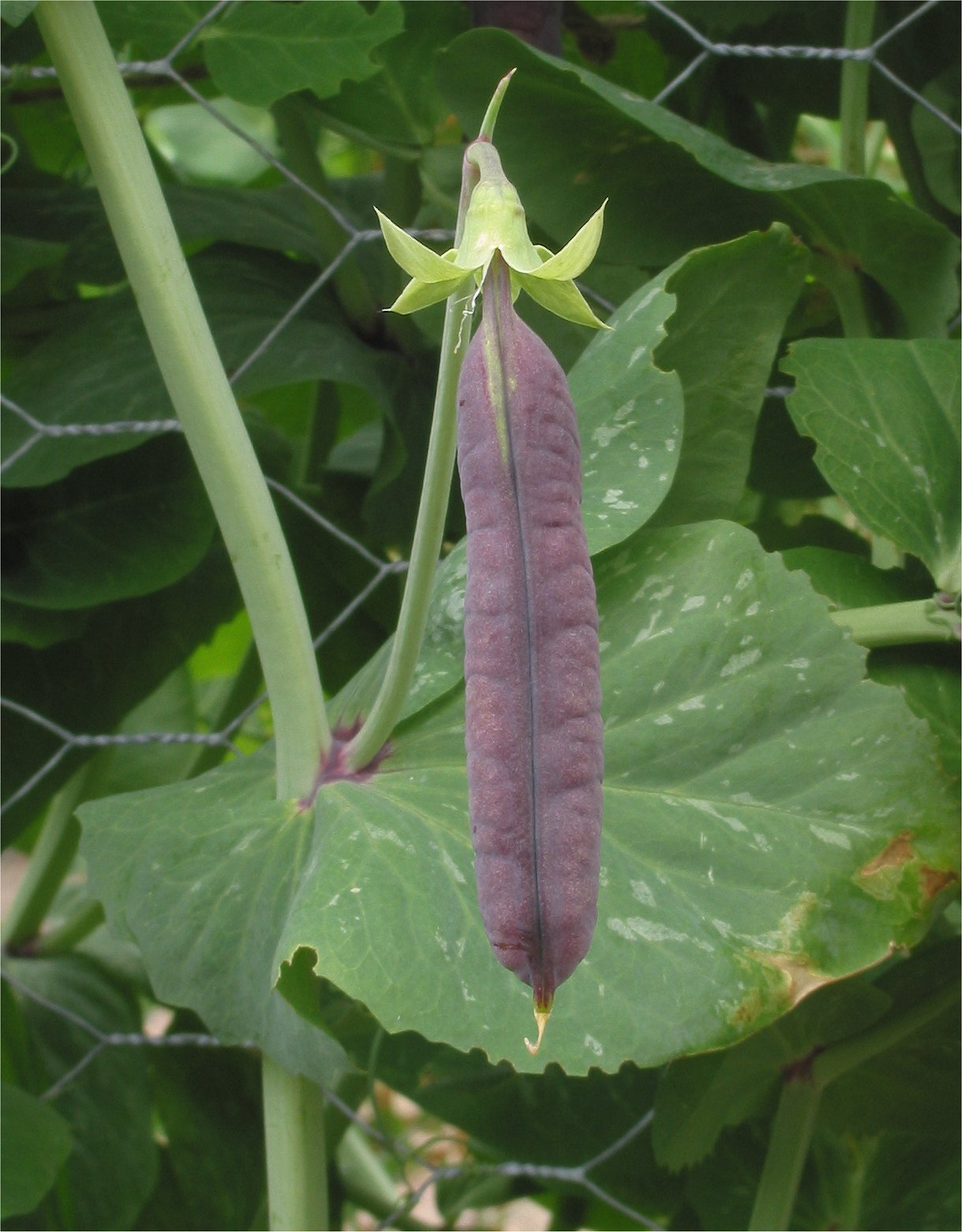
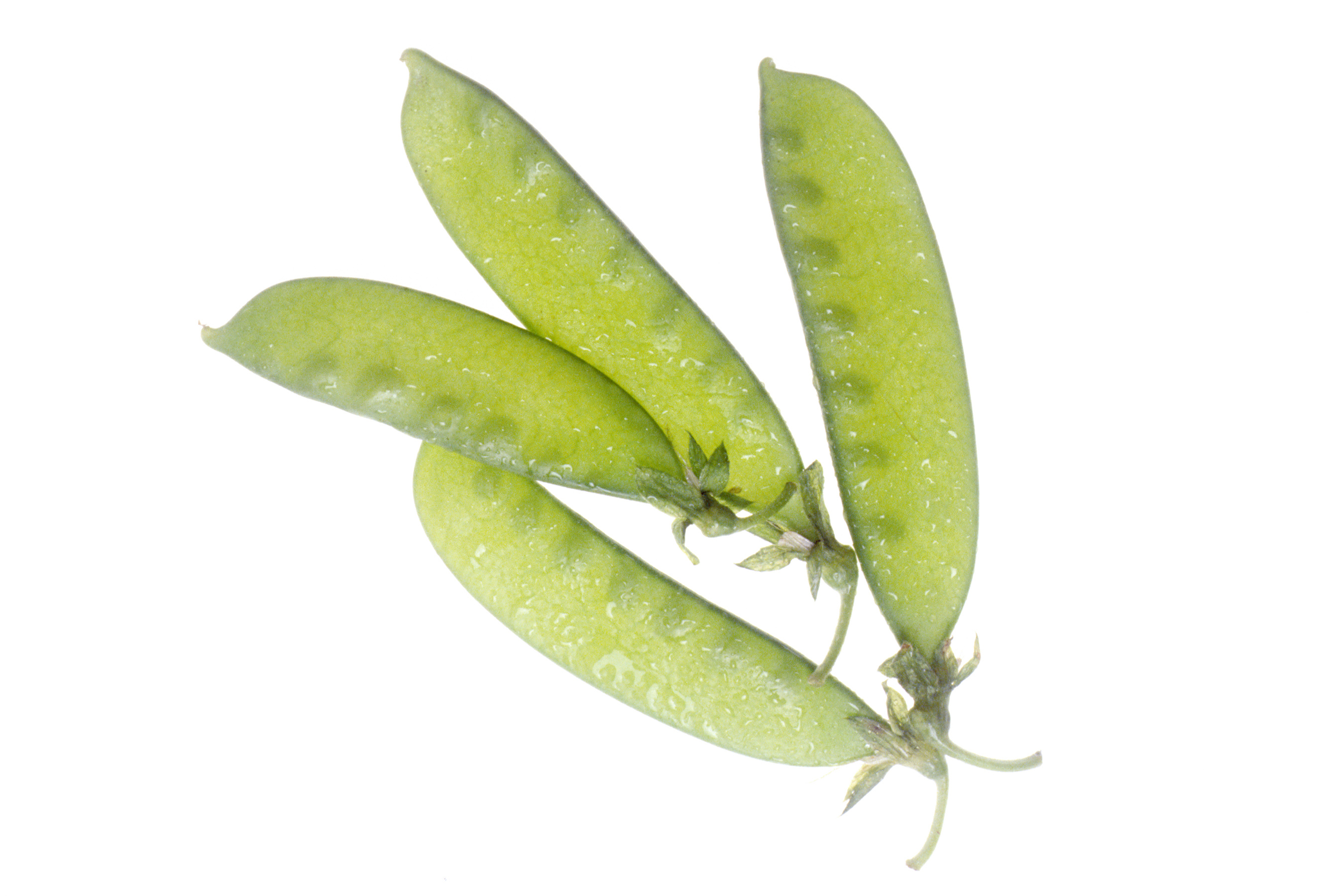
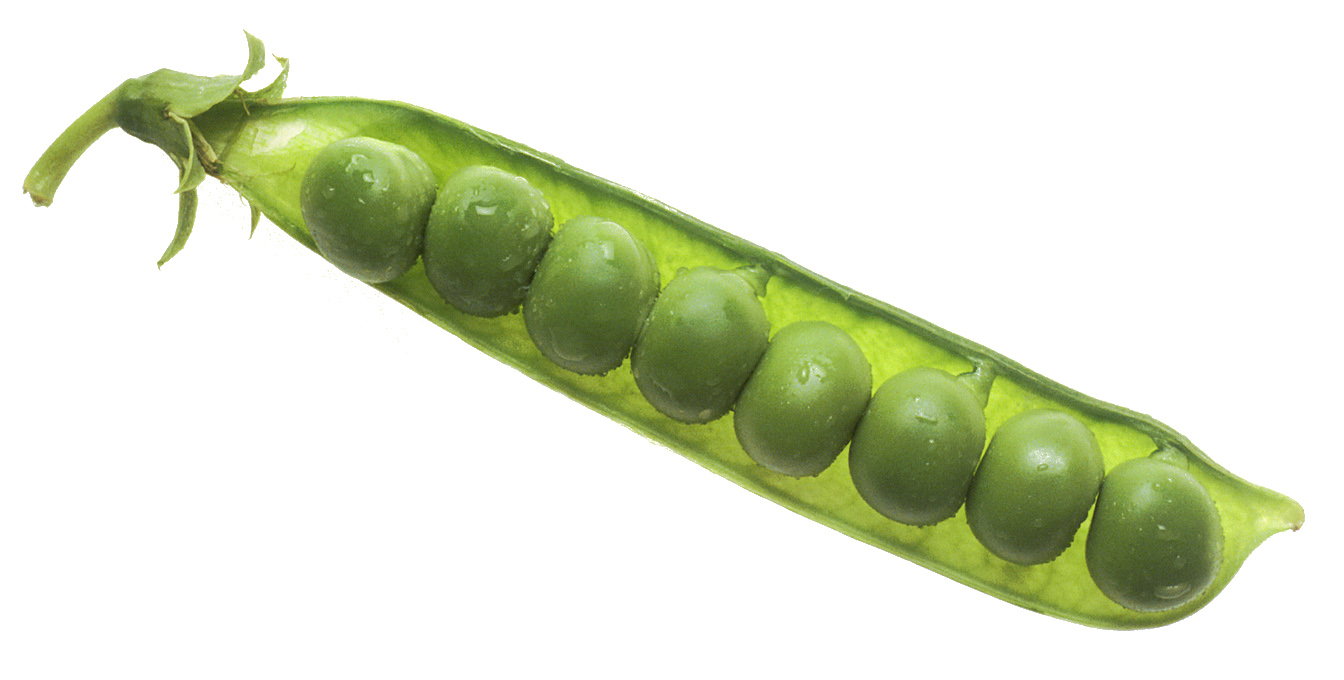
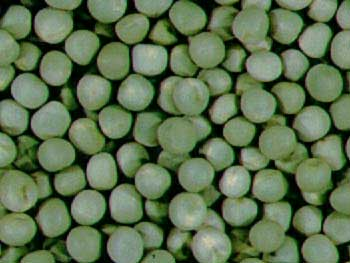
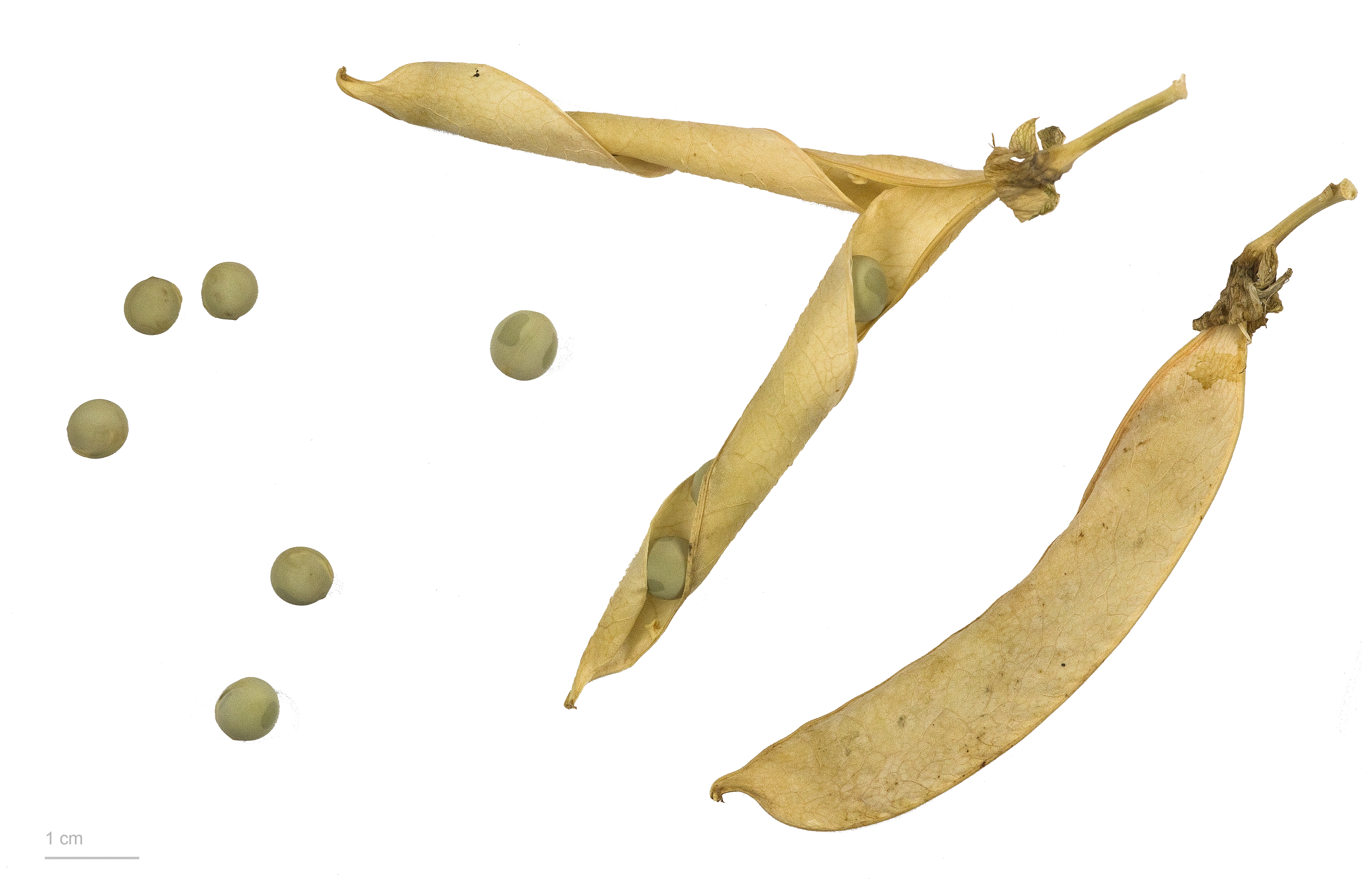
Pisum sativum - MHNT
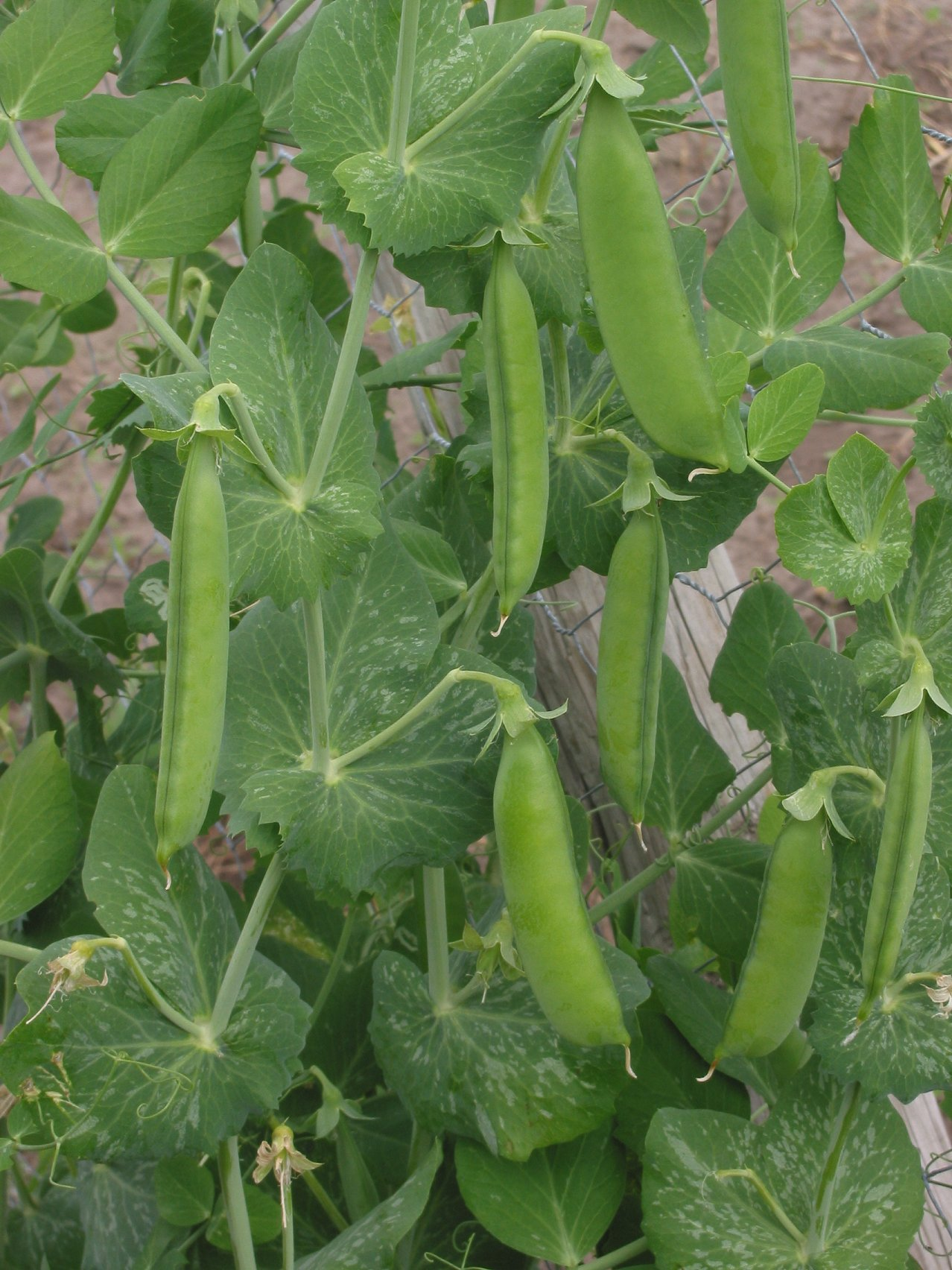